# Moo duk kwan
Moo Duk Kwan är en kampkonstskola som den nu avlidne koreanen Hwang Kee skapade på 1940-talet. Den har också splittras i en annan gren, Soo Bahk Do. Namnet Moo Duk Kwan betyder skola för krigiska dygder.